# North Elmham Castle

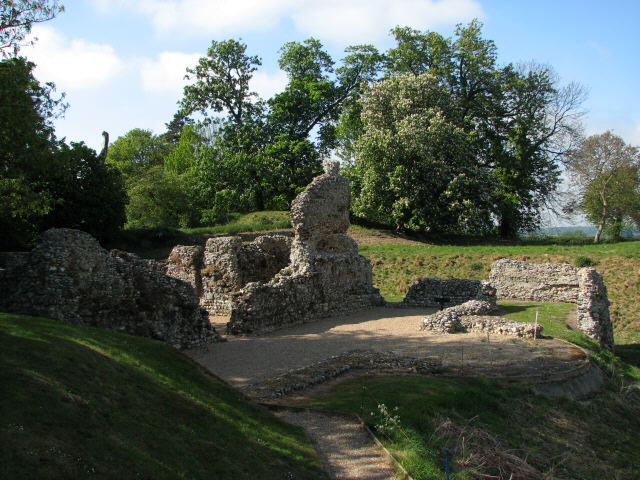
Ruinen von North Elmham Castle

North Elmham Castle, auch North Elmham Bishops Castle oder North Elmham Bishops Chapel, ist eine Burgruine im Dorf North Elmham in der englischen Grafschaft Norfolk.

## Geschichte
Die Burg wurde im 11. Jahrhundert an der Stelle der angelsächsischen Kathedrale von Elmham gebaut. Es war der Bischofssitz von Herbert de Losinga, dem ersten Bischof von Norwich.
Am 29. Dezember 1387 erhielt Henry Despenser, Bischof von Norwich, die königliche Erlaubnis, die Kirche zu befestigen (engl.: Licence to Crenellate). Er ließ sie dann in eine Burg mit doppeltem Burggraben umbauen.
Im Laufe des 16. Jahrhunderts verfiel die Burg und im 19. Jahrhundert war oberirdisch nichts mehr davon zu sehen.

## Heute
English Heritage, das heute das Anwesen verwaltet, ließ in den 1970er-Jahren Ausgrabungen durchführen, wobei Erdwerke und Ruinen zum Vorschein kamen. Überreste eines Küchenherdes, Bögen, die Türme der Kathedrale und Mauern sind heute wieder sichtbar. Das Gelände ist öffentlich zugänglich und kann das ganze Jahr über kostenlos besichtigt werden. Die Burgruine ist ein historisches Bauwerk I. Grades und gilt als Scheduled Monument.

## Streit
Es gibt einen Streit über die Ruinen auf dem Anwesen. Man weiß zwar sicher, dass ein Teil der Ruinen von der Burg und der Kirche aus dem 11. Jahrhundert stammen, aber es gibt unterschiedliche Meinungen darüber, welches Gebäude vorher dort stand. Man dachte, dass dort eine angelsächsische Kathedrale aus Stein und Feuerstein stand, die in spätangelsächsischer Zeit bis 1075 als Bischofssitz der Bischöfe von East Anglia diente. Architekturhistoriker denken aber nun, dass, obwohl eine angelsächsische Holzkirche auf dem Gelände existierte, die steinernen Überreste tatsächlich von einer normannischen Kapelle, die nach der Eroberung Englands gebaut wurde, stammen.